# João Miguel Tito
João Miguel Tito fue un deportista portugués que compitió en vela en la clase Star. Ganó una medalla de plata en el Campeonato Mundial de Star de 1953.

## Palmarés internacional
| Campeonato Mundial | Campeonato Mundial | Campeonato Mundial | Campeonato Mundial |
| Año                | Lugar              | Medalla            | Clase              |
| ------------------ | ------------------ | ------------------ | ------------------ |
| 1953               | Nápoles (Italia)   | Medalla de plata   | Star               |